# NGC 3098
NGC 3098 ist eine linsenförmige Galaxie vom Hubble-Typ S0 im Sternbild Löwe am Nordsternhimmel. Sie ist schätzungsweise 60 Millionen Lichtjahre von der Milchstraße entfernt und hat einen Durchmesser von etwa 50.000 Lichtjahren.
Im selben Himmelsareal befinden sich u. a. die Galaxien PGC 1721260, PGC 1723333, PGC 1724094, PGC 1715340.
Das Objekt wurde am 19. Februar 1827 von John Herschel entdeckt.